# بیگ میدو (کالیفرنیا)
بیگ میدو (به انگلیسی: Big Meadow) یک منطقهٔ مسکونی در ایالات متحده آمریکا است که در شهرستان کالاوراس، کالیفرنیا واقع شده‌است. بیگ میدو ۱٬۹۹۹ متر بالاتر از سطح دریا واقع شده‌است.